# هوغو دايا
هوغو دايا (بالإسبانية: Hugo Daya)‏ هو دراج كولومبي، ولد في 25 أكتوبر 1963.

## وصلات خارجية
- هوغو دايا على موقع أوليمبيديا (الإنجليزية)